# Franz Heyer
Franz Heyer (* 14. Oktober 1842 in Klassenthal, Kreis Oletzko, Ostpreußen; † 23. Dezember 1926 in Wiesbaden) war ein deutscher Gymnasiallehrer in Ostpreußen und in Elsaß-Lothringen.

## Leben
Franz Heyer besuchte das Kgl. Gymnasium Lyck. Nach dem Abitur studierte er Klassische Philologie und Geschichte an der Albertus-Universität Königsberg. Im Sommersemester 1863 wurde er im Corps Masovia aktiv. Er war ein ausgezeichneter Consenior und Senior. Ihm ist der einzige Zeitzeugenbericht über den Beitritt des Corps zum Königsberger Senioren-Convent und zum Kösener SC-Verband zu verdanken. Im Juli 1867 wurde er zum Dr. phil. promoviert. Nachdem er das Examen pro facultate docendi bestanden hatte, trat er am 8. August 1868 das Probejahr als wissenschaftlicher Hilfslehrer an der höheren Bürgerschule zu Bartenstein an. Danach wurde er fest angestellt. Nachdem die Schule ein Gymnasium geworden worden war, wurde er zum 1. April 1874 zum 2. Oberlehrer befördert. Im Oktober 1879 wurde er an das Realgymnasium in Gebweiler berufen. Zum 1. November 1881 wurde er mit der Leitung des Realprogymnasiums in Bischweiler betraut. 1901 wurde er Direktor des Gymnasiums in Weißenburg im Reichsland Elsaß-Lothringen. 1908 als Geh. Regierungsrat pensioniert, verlebte er den 18-jährigen Ruhestand in Wiesbaden.

## Veröffentlichungen
- Die Quelle des Plutarch im Leben des Marcellus. Bartenstein 1871 (Digitalisat).
- Masuren, in: Petermanns Geographische Mitteilungen, Bd. 20, S. 130 ff.
- Die Periochä des Livius, in: Fleckeisen’s Jahrbuch für Classische Philologie, 1875
- Canossa und Venedig. Festschrift zur Canossafeier (= Deutsche Zeit- und Streitfragen. Flugschriften zur Kenntnis der Gegenwart Bd. 80, hrsg. von Franz von Holtzendorff und Wilhelm Oncken). Habelt, Berlin 1876 (Digitalisat).
- Übersetzung Masurischer Volkslieder aus dem Polnischen, in: Altpreußische Monatsschrift, Bd. 14, S. 188 ff. und Bd. 16, S. 361 ff.
- Die Ausbreitung der Priesterherrschaft und die Inquisition (= Sammlung gemeinverständlicher wissenschaftlicher Vorträge, hrsg. von Rudolf Virchow und Franz von Holtzendorff). Berlin, Habelt 1877 (Digitalisat)
- Die Habsburger und die Hohenzollern in ihrer deutschen Reichspolitik, 2 Bände. Köbner, Breslau 1880. GoogleBooks
- Aus dem alten deutschen Reich, historische Erzählungen in romantischer Form für die Jugend, 12 Bände.
- Der erste Hohenzoller und die Quitzows. Historischer Roman aus der Morgendämmerung des neuen deutschen Reiches, 3 Bände. mit Zeichnungen von Hans Mützel. Geibel & Brockhaus, Leipzig 1893.